# Chrysotrichia iomora
Chrysotrichia iomora är en nattsländeart som beskrevs av Wells 1990. Chrysotrichia iomora ingår i släktet Chrysotrichia och familjen smånattsländor. Inga underarter finns listade i Catalogue of Life.